# アレックス・カフィ
アレッサンドロ・ジュゼッペ・"アレックス"・カフィ（Alessandro Giuseppe "Alex" Caffi, 1964年3月18日 - ）は、イタリア・ロンバルディア州ブレシア県ロヴァート出身のレーシングドライバーで元F1ドライバー。
フジテレビF1中継では、1987年時は「アレッサンドロ・カフィ」と表記していたが、翌年以降は「アレックス・カフィ」と表記するようになった。

## 経歴

### 初期の経歴
イタリア・フォーミュラ・フィアット・アバルト (FFA)で1982年にランキング4位、1983年はランキング2位となり、1984年からイタリアF3にステップアップ。参戦初年度より2勝を記録し、シリーズランキング2位となった。
翌1985年もシーズン2勝でランキング2位、更にF3カップではポールポジション、ファステストラップも記録しての完全優勝を果たす。1986年は2勝でランキング3位、F3カップでは2位となった。

### F1

#### 1986年 - 1987年
1986年の第13戦イタリアGPでオゼッラからのスポット参戦でF1デビュー。予選最後尾の27位からスタートし、決勝を11位で完走した。オゼッラとは翌1987年のフル参戦契約を結んだ。完走はサンマリノGPの12位のみで、中盤の8戦連続を含む13回のリタイヤ、2度の予選落ちを喫した。弱小チームゆえリタイヤ原因の多くは、エンジンや電気系、トランスミッションなどのマシントラブルだった。

#### 1988年 - 1989年
1988年は新規チームのBMSスクーデリア・イタリアに移籍した。チームはカフィのみの1カー体制で、セルジオ・リンランドが設計したダラーラ・BMS188を使用し、16戦中完走7回、リタイヤ7回、予備予選不通過2回で、最高位はポルトガルGPの7位だった。このグランプリではレース中ベストラップも上位陣と並ぶ1分22秒台を記録し、予選から中嶋悟のロータス・ホンダと互角のタイム争いをするなど光る走りを見せた。リタイヤしたレースの原因はスピンしたモナコGPと日本GPの2度を除き、マシントラブルに起因するものだった。
1989年もチームに残留。チームメイトにアンドレア・デ・チェザリスが加入してチームは2カーエントリーに拡大された。この年はカフィ躍進の年となり、モナコGPでは予選9位から4位に入り初入賞を果たした。アメリカGPでも予選6位から一時2位に浮上する好走を見せたが、このレースでは、序盤のトラブルで周回遅れになっていたチームメイトのデ・チェザリスが、カフィを追い抜いて周回を戻そうとした際に両者が接触した。この接触でカフィは壁に衝突し、リタイヤに終わった。続くカナダGPでは予選8位から6位に入り、シーズン2度目の入賞を記録した。
第10戦ハンガリーGPでは予選で3位につけ注目を集めるが、決勝は装着するピレリタイヤの耐久性が無く7位に終わった。ダラーラ・DFRの非力なマシンで何度か8位や9位などの上位グリッドを獲得するなどフェラーリから高い評価を受け、将来の交渉をしてすでにオプション契約を結んだと報じるメディアもあった。

#### 1990年 - 1991年
1990年にアロウズに移籍。チームのメインスポンサーには日本の運送会社フットワークが付き、早々に翌年に向けてポルシェとのワークスエンジン独占契約成立に動くなど財政基盤の強化が目覚ましい中加入し、第4戦モナコGPで5位に入賞した。入賞はこの1度だったが、非力なマシンでシングルフィニッシュを7度記録し、参戦した14戦中8戦でチームメイトのベテランミケーレ・アルボレートを上回った。また、シーズン途中の8月には非公開でフェラーリのマシンをテスト走行させたことがフェラーリ監督のチェーザレ・フィオリオによって証言されている。フィオリオは「来季のドライバー選びの参考にするためカフィに一度乗ってほしかった」と述べている。
1991年はアロウズを買収したフットワークに残留。チームはポルシェV12エンジンを搭載し期待値が高かったが、このV12エンジンは非常に重い上にパワーも無く、フットワーク・FA12は全く戦闘力を持たなかった。カフィは開幕から4戦連続予選落ちを喫した。モナコGPの予選では車体が前後に分断される大クラッシュを喫し、幸運にもそこでは軽傷で済んでいたが、第5戦カナダGP直前には交通事故で両足を骨折し、夏場の4レースを欠場。第9戦ドイツGPで復帰したが、6戦連続で決勝進出に失敗する。マシンに足を引っ張られチーム両名とも不振だったため、後半戦からチームが予備予選の対象とされ、以後第14戦までの6戦中5戦で予備予選不通過と「F1にステップアップして以来最悪のシーズン」と自ら認める散々な年となった。この年決勝に進出したのは、第15戦日本GPとそれに続く最終戦のオーストラリアGPの2レースのみであった。日本GP前にチームは翌年へ向け鈴木亜久里の移籍加入を発表（アルボレートは残留）し、カフィは放出された。

#### 1992年
1992年はアンドレア・モーダと契約。しかし、開幕戦ではFISAへの保証金未払いにより、参戦を拒否された。第2戦メキシコGPは新しい車両の製造が間に合わず欠場。このようなお粗末なチーム運営に失望したカフィはチームメイトのエンリコ・ベルタッジア共々自ら契約解除し、これを最後にF1参戦を終了した。

### F1後
F1後は主にスポーツカーレースで活動した。IMSAやALMS、FIAスポーツカー選手権、Grand-Amなどに参戦した。また、ル・マン24時間レースにも参戦した。
現在はアレックス・カフィ・モータースポーツを率い、チームディレクターとしてユーロナスカーシリーズに参戦する他、FIA Historic F1にエンサインN177/DFVで参戦している。尚、ユーロナスカーでは日本人選手の三浦健光を起用しているが、カフィ自身もドライバーとして出場している。

## その他
- 身長は166cm。
- ドライバーの中でも端正なルックスで知られており、当時、F1の実況担当であった古舘伊知郎からは「F1界の加勢大周」「走るミラノ・コレクション」とも呼ばれていた。
- テニスとスカッシュが趣味であった。

## レース戦績

### F1
| 年     | 所属チーム                       | シャシー | 1        | 2       | 3       | 4       | 5        | 6       | 7       | 8        | 9        | 10       | 11       | 12       | 13       | 14       | 15      | 16      | WDC       | ポイント |
| ------ | -------------------------------- | -------- | -------- | ------- | ------- | ------- | -------- | ------- | ------- | -------- | -------- | -------- | -------- | -------- | -------- | -------- | ------- | ------- | --------- | -------- |
| 1986年 | オゼッラ                         | FA1G     | BRA      | ESP     | SMR     | MON     | BEL      | CAN     | DET     | FRA      | GBR      | GER      | HUN      | AUT      | ITA NC   | POR      | MEX     | AUS     | NC (30位) | 0        |
| 1987年 | オゼッラ                         | FA1I     | BRA Ret  | SMR 12  | BEL Ret | MON Ret | DET Ret  |         | GBR Ret | GER Ret  | HUN Ret  | AUT Ret  | ITA Ret  | POR Ret  | ESP DNQ  | MEX Ret  | JPN Ret | AUS DNQ | NC (27位) | 0        |
| 1987年 | オゼッラ                         | FA1G     |          |         |         |         |          | FRA Ret |         |          |          |          |          |          |          |          |         |         | NC (27位) | 0        |
| 1988年 | ダラーラ／スクーデリア・イタリア | 3087     | BRA DNPQ |         |         |         |          |         |         |          |          |          |          |          |          |          |         |         | NC (19位) | 0        |
| 1988年 | ダラーラ／スクーデリア・イタリア | 188      |          | SMR Ret | MON Ret | MEX Ret | CAN DNPQ | DET 8   | FRA 12  | GBR 11   | GER 15   | HUN Ret  | BEL 8    | ITA Ret  | POR 7    | ESP 10   | JPN Ret | AUS Ret | NC (19位) | 0        |
| 1989年 | ダラーラ／スクーデリア・イタリア | 189      | BRA DNPQ | SMR 7   | MON 4   | MEX 13  | USA Ret  | CAN 6   | FRA Ret | GBR DNPQ | GER Ret  | HUN 7    | BEL Ret  | ITA 11   | POR Ret  | ESP Ret  | JPN 9   | AUS Ret | 19位      | 4        |
| 1990年 | アロウズ                         | A11B     | USA      | BRA Ret | SMR DNQ | MON 5   | CAN 8    | MEX DNQ | FRA Ret | GBR 7    | GER 9    | HUN 9    | BEL 10   | ITA 9    | POR 13   | ESP      | JPN 9   | AUS DNQ | 16位      | 2        |
| 1991年 | フットワーク (アロウズ)          | A11C     | USA DNQ  | BRA DNQ |         |         |          |         |         |          |          |          |          |          |          |          |         |         | NC (33位) | 0        |
| 1991年 | フットワーク (アロウズ)          | FA12     |          |         | SMR DNQ | MON DNQ | CAN      | MEX     |         |          |          |          |          |          |          |          |         |         | NC (33位) | 0        |
| 1991年 | フットワーク (アロウズ)          | FA12C    |          |         |         |         |          |         | FRA     | GBR      | GER DNPQ | HUN DNPQ | BEL DNPQ | ITA DNPQ | POR DNPQ | ESP DNPQ | JPN 10  | AUS 15  | NC (33位) | 0        |
| 1992年 | アンドレア・モーダ               | C4B      | RSA EX   |         |         |         |          |         |         |          |          |          |          |          |          |          |         |         | NC (38位) | 0        |
| 1992年 | アンドレア・モーダ               | S921     |          | MEX DNP | BRA     | ESP     | SMR      | MON     | CAN     | FRA      | GBR      | GER      | HUN      | BEL      | ITA      | POR      | JPN     | AUS     | NC (38位) | 0        |

(key)

### ル・マン24時間レース
| 年     | チーム                       | コ・ドライバー                                        | 車                              | クラス | 周回 | 総合順位 | クラス順位 |
| ------ | ---------------------------- | ----------------------------------------------------- | ------------------------------- | ------ | ---- | -------- | ---------- |
| 1999年 | クラージュ・コンペティション | アンドレア・モンテルミーニ ドメニコ・スキャッタレーラ | クラージュ・C52-日産            | LMP    | 342  | 6位      | 5位        |
| 2004年 | ザイケル モータースポーツ    | ガブリオ・ローザ ペーター・ヴァン・メルクティンSr.    | ポルシェ・911 GT3-RS            | GT     | 148  | DNF      | DNF        |
| 2007年 | スパイカー スコードロン b.v. | アンドレア・ベリッキ アンドレア・キエーザ             | スパイカー・C8 スパイダー GT2-R | GT2    | 145  | DNF      | DNF        |

### スペインツーリングカー選手権
| 年     | チーム                 | 使用車両         | 1       | 2         | 3       | 4       | 5     | 6       | 7        | 8         | 9       | 10        | 11        | 12       | 13      | 14      | 15      | 16        | 17      | 18      | 19        | 20        | 順位 | ポイント |
| ------ | ---------------------- | ---------------- | ------- | --------- | ------- | ------- | ----- | ------- | -------- | --------- | ------- | --------- | --------- | -------- | ------- | ------- | ------- | --------- | ------- | ------- | --------- | --------- | ---- | -------- |
| 1995年 | オペル・チームスペイン | オペル・ベクトラ | JER 1 5 | JER 2 Ret | JAR 1 7 | JAR 2 5 | BAR 1 | BAR 2 3 | EST 1 10 | EST 2 Ret | ALB 1 3 | ALB 2 Ret | CAL 1 Ret | CAL 2 10 | ALB 1 4 | ALB 2 4 | JER 1 2 | JER 2 Ret | BAR 1 3 | BAR 2 4 | JAR 1 Ret | JAR 2 Ret | 8位  | 123      |